# Paleoarqueano

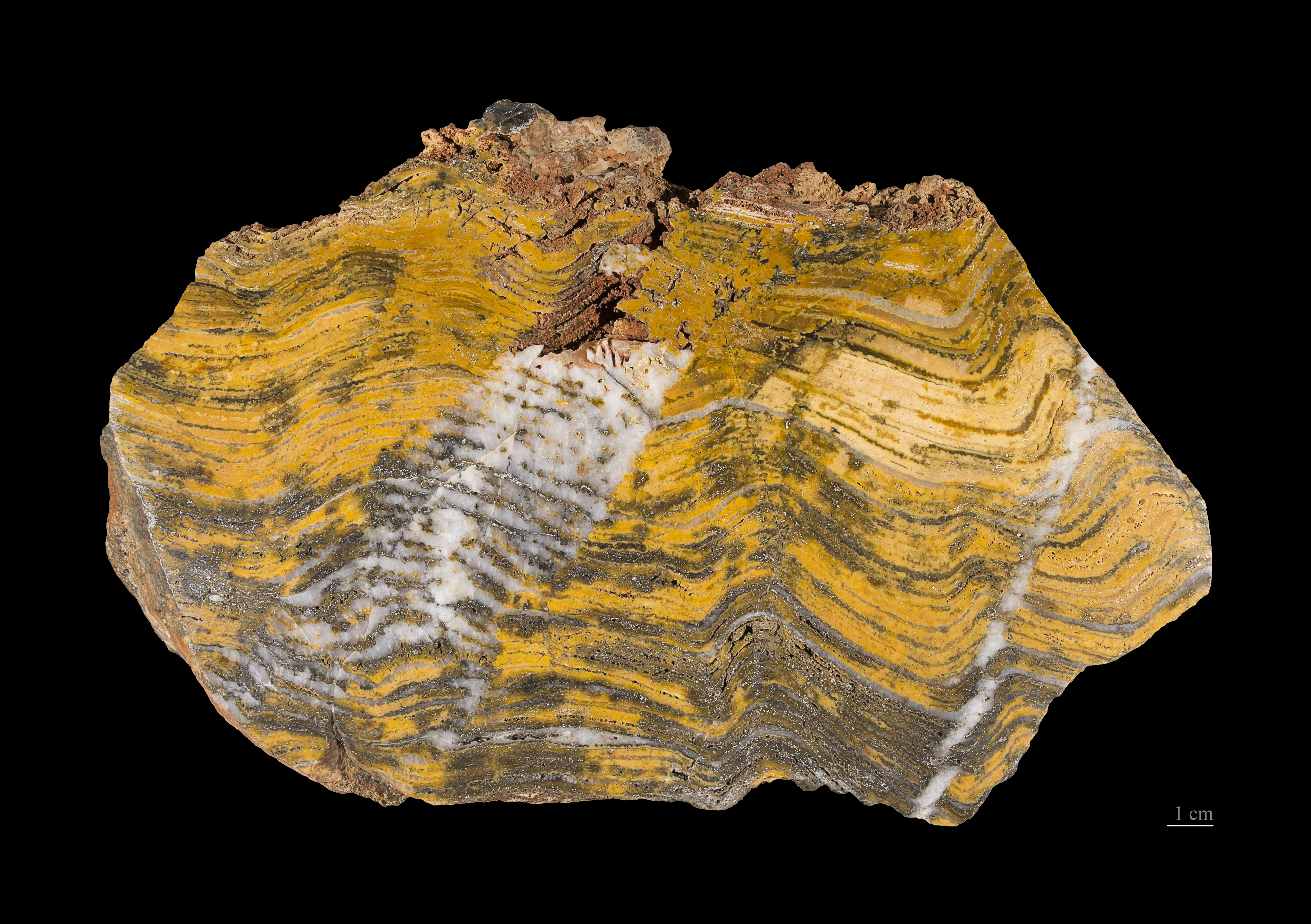
Estromatólitos - Pilbara cráton - Austrália Ocidental.

Na escala de tempo geológico, o Paleoarqueano é a era do éon Arqueano que está compreendida entre há 3600 milhões e 3200 milhões de anos, aproximadamente. A era Paleoarqueana sucede a era Eoarqueana e precede a era Mesoarqueana, ambas de seu éon. Como as outras eras de seu eón, não se divide em períodos.
Durante o Paleoarqueano surgiram os primeiros continentes, possivelmente devido a colisões entre arcos de ilhas, que se amalgamaram formando pequenas massas continentais. Mais para o final desta era, pode ter se formado um supercontinente, chamado Vaalbara.
A questão de se a atividade tectônica de placas existia ou não no Arqueano é uma área ativa na pesquisa geocientífica moderna. Alguns cientistas pensam que no Paleoarqueano provavelmente não existia uma litosfera completamente rígida, e por isso não operaria ainda a Tectônica de Placas. Outros acham que, por causa da Terra ser mais quente, a atividade tectônica de placas seria mais vigorosa que é hoje, resultando numa taxa muito maior de reciclagem de material da crosta. Isso poderia ter evitado a cratonização e a formação de continentes até que o manto esfriou e a convecção diminuiu. Outros ainda argumentam que o manto litosférico subcontinental era flutuante demais para subduzir e que a falta de rochas paleoarqueanas é em função da erosão por eventos tectônicos subseqüentes.
A mais antiga evidência de vida – fósseis bem preservados de bactérias datadas em 3,46 bilhões de anos achadas na Austrália Ocidental – são desta era.
Nesta era surgiram as primeiras bactérias produtoras de oxigênio.
A Era Paleoarquena (há 3600 a 3200 milhões de anos), consiste na segunda subdivisão do Éon (maior divisão do tempo) Arqueano (há 4000 a 2500 milhões de anos).  
A Paleoarqueana consiste numa era geológica marcado por uma atmosfera com baixa disponibilidade de oxigênio livre, mas existia a presença de gases vulcânicos, carbono, hidrogênio e nitrogênio, por exemplo. No início da era, a temperatura da Terra girava em torno de 23ºC e o dia tinha duração de 18 horas, segundo informações demonstradas em gráficos no site BioInteractive. Além disso, a incidência da luz solar na Terra era muito maior que a atual.
No que se refere aos seres vivos, foi uma era marcada por formas de vida consideradas simples, por exemplo, algas e bactérias. Existem poucos fósseis que fornecem dados informativos sobre a vida no Paleoarqueano. Contudo, existem registros fósseis de bactérias procariontes que viveram há cerca de 3500 milhões de anos, encontrados na África, de acordo com o Laboratório de Paleontologia da Amazônia.
Os poucos registros são de organismos unicelulares. Além disso, datam dessa época, também, algumas estruturas denominadas estromatólitos. Esse é um fato curioso, pois consiste num evento de impacto, denominado Formação de Piscina Strelley (3,4 bilhões anos), de acordo com informações do site BioInteractive.  Nesse momento, se deu a formação dos estromatólitos, em um deposito geológico na Austrália Ocidental. Por conta da ausência ou baixa concentração de oxigênio na atmosfera, essas estruturais se formaram por criaturas que utilizaram energia oriunda do enxofre reduzido.
De acordo com o Sistema Geológico do Brasil (CPRM), a Era Paleoarquena destaca-se, pelo surgimento das primeiras massas continentais. Contudo, essas seriam placas muito pequenas, delgadas, quentes e rapidamente recicladas no manto pelas correntes de convecção e subducção, (Hasui et al., 2012, p.103 apud Ernst 2009, Nutman et al. 2009.)
Posteriormente essas placas deram origem ao primeiro supercontinente da Terra, o Vaalbara. Sua formação possivelmente tenha sido iniciada há cerca de 3600 milhões de anos. O nome que deu origem ao supercontinente é baseado no cráton sul africano, Kaapvaal e em um outro catrón, esse localizado na Austrália, o Pilbara. A associação entre esses dois cratóns consiste em semelhanças encontradas, como por exemplo, sequencias estruturais, permitindo concluir que em um dado momento, ambos os crótons já estiveram unidos. Quanto a movimentação das placas tectônicas, no paleoarqueano, não existe um consenso, alguns especialistas dizem que já havia movimentação e outros sustentam ausência dela.
Embora tenha sido uma Era com ausência de grandes acontecimentos, deve-se considerar sua importância em diversos aspectos, sobretudo, por abrigar evidencias das primeiras formas de vida que habitaram a Terra. Além disso, vale ressaltar que nessa era tem-se uma das primeiras configurações continentais.